# Red Oak (Oklahoma)
Red Oak város az Amerikai Egyesült Államok Oklahoma államában, Latimer megyében. Lakosainak száma 537 fő (2020. április 1.).

## Népesség
A település népességének változása:

| 2010 | 549 |
| 2020 | 537 |